# RPK
RPK là súng máy cá nhân do kĩ sư Mikhail Kalashnikov của Liên Xô thiết kế, súng được đưa vào biên chế Quân đội Xô Viết năm 1962 để nhằm mục đích thay thế DP và RPD.
Tên gọi súng được viết tắt theo tiếng Nga: Ручной пулемёт Калашникова (Ruchnoy Pulemyot Kalashnikova). Thết kế của RPK được dựa hoàn toàn theo mẫu AK-47. Báng của RPK được thiết kế giống báng của RPD. Nòng của RPK dày và dài hơn AK-47 để phù hợp với chức năng của súng. Súng có hai loại hộp tiếp đạn tiêu chuẩn là loại hộp đạn cong 40 viên và loại hình trống 75 viên, ngoài ra súng còn có thể sử dụng hộp tiếp đạn 30 viên của AK-47/AKM cũng như nhiều kiểu hộp tiếp đạn khác nhau như kiểu hộp đạn 100 viên của Liên Xô hay của Trung Quốc.
Súng có 3 phiên bản chính là RPK, RPKS (RPK dùng báng gập) và RPKM. Các phiên bản dùng đạn 5.45x39mm là RPK-74 và RPKS-74. Ngoài ra, một số nước cũng tự thiết kế vài phiên bản RPK riêng với một số tên gọi khác nhau và một số sửa đổi bên ngoài.

## Lược sử thiết kế và trang bị
Kỹ sư Simonov của Liên Xô thiết kế súng carbine bán tự động CKC vào năm 1945. Đây là khẩu súng đầu tiên của Liên Xô hoàn thiện thiết kế trên cơ sở đạn hỏa lực trung bình (ngày nay được gọi là đạn súng trường tiến công). Khẩu súng được đưa vào phiên chế, thay thế các súng trường chiến đấu Mosin-Nagant M91/30 và SVT-40 trong vai trò súng trường chiến đấu tiêu chuẩn. Súng gọn hơn, nhẹ hơn, sử dụng đạn 7,62×39mm M43 mới, khả năng xuyên và độ chính xác vừa phải, phù hợp với chiến tranh hiện đại (vào thời điểm đó), sức giật nhẹ hơn các loại đạn súng trường chiến đấu tiêu chuẩn như 7,62x54mmR hay 7,92x57mm IS.
Sau đó là sự ra đời của RPD do Degtyaryov thiết kế năm 1944, cũng dùng đạn 7,62×39mm M43. RPD là súng máy áp dụng cơ cấu tiếp đạn bằng dây băng như các súng máy đa năng và súng máy hạng nặng, nhưng do dùng đạn 7,62x39mm M43 nên nhẹ hơn các súng máy hạng nhẹ cùng thời dùng hộp tiếp đạn lò xo 20-30 viên. Súng vẫn bảo đảm khả năng bắn chế áp tiêu diệt hiệu quả tới 600m như các súng máy dùng đạn súng trường chiến đấu. RPD đã bước đầu thay thế súng máy DP trong vai trò hỏa lực bắn thẳng tự động của tiểu đội. Việc thay thế hai súng này được tiến hành ngay sau chiến tranh.
SKS và RPD đã đưa Hồng quân Xô Viết tiến thêm một bước so với các quân đội khác lúc đó vẫn đang dùng đạn súng trường chiến đấu tiêu chuẩn. SKS là súng carbine bán tự động, tốc độ bắn thực cao hơn súng trường chiến đấu bán tự động do sức giật nhẹ, có khả năng tác xạ chính xác vượt giới hạn tầm ngắm hiệu quả 300m của binh sĩ thông thường. RPD nhiều đạn, cung cấp hỏa lực bắn thẳng tự động dày đặc không thua kém MG-34 của Đức, nhưng nhẹ hơn, cơ động hơn. Tuy nhiên, khả năng "xung kích" chủ yếu vẫn do các loại súng ngắn liên thanh như PPSh-41 và PPS-43 đảm nhiệm.
Súng trường tiến công AK-47 của Kalashnikov ra đời và đi vào phiên chế với tham vọng thay thế cả súng ngắn liên thanh và súng trường, trở thành súng bộ binh chủ lực, với ưu thế kết hợp cả hai loại, nâng sức chiến đấu của đội hình bộ binh Liên Xô lên rất cao. Ngoài ra, việc trang bị một bộ xung hỏa lực đa năng dùng chung đạn cũng làm giảm gánh nặng hậu cần và các vấn đề thiếu hụt liên quan. Đây là thời điểm 1949 - 1956, khi Liên Xô vẫn áp dụng concept trang bị súng ngắn liên thanh - súng trường chiến đấu.
Mặc dù vậy, bộ xung hỏa lực AK-47 – RPD lại đặt ra vấn đề về khả năng bắn ngắm mục tiêu xa vì tầm bắn hiệu quả của AK-47 lúc đó thấp hơn của SKS, chỉ đạt 300m, về sau khi cải tiến chất lượng nòng mới đạt 400m. Khả năng giới hạn của AK làm súng không được binh sĩ tin tưởng. Binh sĩ Liên Xô đã từng trải qua chiến tranh, hiểu rõ tầm bắn chính xác 300m của AK-47 có thể thất thế trước các súng trường chiến đấu, như các đơn vị xung kích Đức trong trận Stalingrad, trang bị phần lớn là MP-40, họ bộc lộ từ xa và bị quân Liên Xô tiêu diệt bằng súng trường chiến đấu và súng máy. Trang bị hoàn toàn AK-47 do đó là không hoàn thiện. AK-47 vẫn còn nằm trong phân loại súng tự động cá nhân (avtomat) cùng PPSh-41, và chỉ được trang bị thay thế PPSh-41 ở các đơn vị xung kích chuyên đánh ác liệt tầm gần tương tự như Stoßtruppen của quân Đức thời Thế chiến II.
Năm 1959, súng máy cá nhân RPK ra đời và đi vào biên chế nhằm giải quyết vấn đề trên. RPK sau này cũng thành công vang dội như AK-47. Súng rất nhẹ so với nhiều loại súng máy vào thời điểm đó. Đây là khẩu súng 3 trong 1: súng máy xách tay, súng trường tiến công và súng trường chiến đấu, thiết kế theo yêu cầu chiến thuật coi trọng tính cơ động của Hồng quân Liên Xô. Mặc dù có một số điểm hạn chế, nhưng RPK đã hoàn toàn thay thế cho RPD, tạo nên bộ xung hỏa lực AK-47 – RPK, đảm nhiệm toàn bộ các chức năng chiến đấu của bộ xung hỏa lực cũ (súng ngắn liên thanh – súng trường chiến đấu – súng máy trợ chiến).
Nhưng những ưu thế của RPK chỉ được thể hiện khi các nhược điểm được súng máy đa chức năng PK bù đắp. PK do Kalashnikov thiết kế nhằm theo đuổi chương trình súng máy đa năng của Liên Xô đầu thập niên 1950 nhằm thay thế các súng máy hạng trung và hạng nặng như PM M1910, DS-39, SG-43. Sau các thử nghiệm, PK chiến thắng RP-46 của Degtyarov và PN của Nikitin. Năm 1961, súng trở thành súng máy đa năng đầu tiên được trang bị trong quân đội Liên Xô. PK dùng cỡ đạn 7,62x54mmR, nòng rời có thể thay thế, có thể trang bị cho một binh sĩ làm súng máy cá nhân với hộp đạn 100 viên gắn dưới súng, cũng như đặt trên giá súng làm súng máy hạng trung như MG-34, MG-42, với các dây băng 200 và 250 viên. Có hỏa lực tầm xa dày đặc của PK, RPK mới có khả năng bộc lộ ưu thế hỏa lực cơ động bám sát.
Giai đoạn 1959 - 1961 cũng là thời điểm AKM và súng phóng lựu chống tăng RPG-7 ra đời. AKM được cải tiến nâng tầm bắn lên 400m cùng nhiều tính năng quan trọng khác. Súng phóng lựu chống tăng RPG-7 có tầm bắn hiệu quả lên đến 300m so với 150m của RPG-2; đạn PG-7 mạnh hơn, đáng tin cậy hơn so với đạn PG-2. RPG-7 làm cự li và hiệu quả đối phó thiết giáp của tiểu đội bộ binh Liên Xô tăng lên ngang tầm súng trường, gia tăng khả năng tiến công liên tục. Đây cũng là một nhân tố thuận lợi để RPK được chấp nhận. Năm 1961, RPK cuối cùng cũng được chấp nhận biên chế chính thức cùng AKM và PK.
Giai đoạn 1959 - 1961 đánh dấu sự lên ngôi của triều đại Kalashnikov trong quân đội Liên Xô cùng với RPG-7 và SVD Dragunov (được chấp nhận năm 1963).

## Tính năng, ưu điểm & khuyết điểm

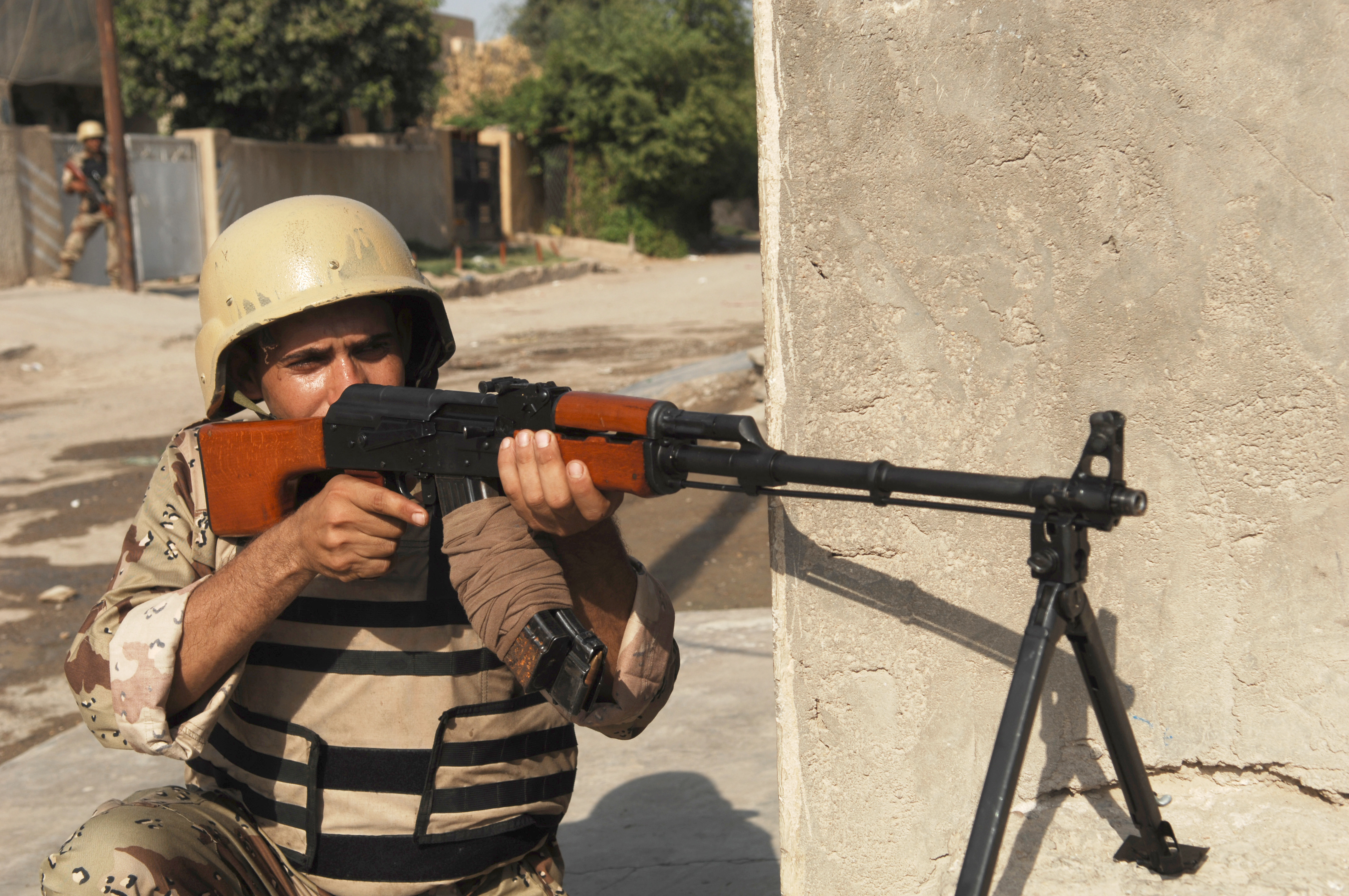
RPK có thể bắn như battle rifle hay súng trường tấn công

RPK với băng đạn trống 75 viên

Súng được thiết kế theo yếu cầu chiến thuật coi trọng tiến công: súng máy cá nhân trang bị ở cấp tiểu đội, cùng với súng máy đa năng PK trang bị ở cấp trung đội tạo thành một lưới hỏa lực bắn thẳng tự động. Các đơn vị bộ binh không vận, bộ binh cơ giới sử dụng RPK theo nguyên tắc chiến thuật tương tự. Khi tấn công, người lính mang hộp tiếp đạn lớn 75 viên, phát triển cùng với các thành phần khác trong tiểu đội. Trên đường tiến công, RPK bắn yểm trợ bám sát như một súng trường tiến công hỏa lực mạnh. Trường hợp phòng thủ, súng từ vị trí bắn trong công sự, sử dụng giá 2 chân, tương tự như các súng máy dây băng. Súng cũng có thể dùng điểm xạ như súng trường chiến đấu đối với các mục tiêu xa. RPK rất thích hợp đối với các đơn vị trinh sát bộ binh.
RPK có kính ngắm bắn tỉa quang học/hồng ngoại NSP-2 chuyên dụng. Có bộ phận hiệu chỉnh lệch gió để trở thành một súng trường bắn tỉa. Tuy nhiên, đây không phải là chức năng chính của súng.
RPK thừa kế các đặc tính đáng tin cậy, ít hỏng hóc, dễ bảo dưỡng, sửa chữa của dòng súng Kalashnikov, một số bộ phận có thể hoán đổi với AK-47 (luôn sẵn có), hộp tiếp đạn có thể dùng chung. Súng có thể dễ dàng bắn từ trong xe chiến đấu bộ binh BMP và xe bọc thép chở quân.
Tuy vậy, RPK cũng mang nhược điểm cơ bản của trung liên nhẹ, đó là nhanh nóng nòng. Súng chỉ cho phép bắn lâu dài với tốc độ 80 phát/phút trong thực tế (Xạ thủ phải tính toán để bắn hiệu quả 80 viên trong một phút). Trong khi đó yêu cầu của kiểu loại súng máy cá nhân, nhất là yêu cầu chiến thuật để trang bị súng máy dây băng như RPD, phải là 200 phát/phút. Nòng nóng dẫn đến đạn trong buồng rất nóng, đường đạn trong không ổn định. Chức năng bắn tỉa cần độ chính xác cao dùng chung với chức năng bắn liên thanh trợ chiến, dẫn đến độ chính xác nhanh giảm. Người sử dụng cần tuân thủ yêu cầu làm sạch nòng súng, không được bắn khi nòng bẩn.
Thực ra, với tốc độ bắn vừa phải và nòng luôn sạch, súng có độ ổn định rất cao. Ngoài nhược điểm này, khẩu súng khá hoàn hảo.
Về chiến lược thiết kế, việc dùng hộp tiếp đạn cong 40 viên dẫn đến hạn chế số lượng đạn mang theo và gia tăng số lượng thời điểm dừng thay hộp tiếp đạn. Điều này không gây trở ngại do học thuyết quân sự Liên Xô lúc đó, toàn tiểu đội cùng tiến công mục tiêu, súng máy cá nhân vừa hành tiến cùng các súng xung lực bắn chế áp ở chế độ liên thanh. Khác các kiểu chiến thuật khác, xạ thủ súng máy đặt súng một chỗ bắn chế áp trong khi đồng đội xung phong. Học thuyết quân sự Liên Xô phát triển số lượng lớn súng máy đa chức năng PK, biên chế đến trung đội và thậm chí tiểu đội bộ binh hạng nặng, làm nhiệm vụ bắn áp chế loạt dài. Với các chiến thuật khác, hộp tiếp đạn này không gây khó khăn cho xạ thủ RPK. Súng được dùng điểm xạ từng loạt như súng trường.
Hai kiểu chiến thuật trên đều có ưu nhược điểm riêng, và có xu hướng đối lập nhau. Việc phát triển kiểu loại súng máy phải phù hợp với chiến thuật mà súng tham gia.

## Số liệu
- Loại: Trung liên hạng nhẹ
- Nước thiết kế: Liên Xô
- Nước sản xuất: Liên Xô và nhiều nước khác.
- Nước sử dụng: Liên Xô và nhiều nước khác.
- Cơ cấu: Trích khí xung, khóa nòng xoay, bắn khi khóa nòng đóng, chọn chế độ bắn.
- Trọng lượng súng: 4,8& kg (không mang đạn)
- Trọng lượng hộp tiếp đạn 40 viên: 0,3 kg (không lắp đạn)
- Trọng lượng hộp tiếp đạn 75 viên: 0,9 kg (không lắp đạn)
- Chiều dài: 1060 m
- Nòng súng: dài 590 mm, 4 khương tuyến chiều xoay trái - phải
- Cỡ nòng: 7,62 mm
- Loại đạn: 7,62×39mm
- Tốc độ bắn lý thuyết: 600 phát/phút
- Tầm bắn xa nhất: 3000 m
- Tầm bắn sát thương: 1500 m
- Tầm bắn hiệu quả: 500 m (đối với mục tiêu tập trung)
- Sơ tốc đường đạn: 747 m/s

## Các quốc gia sử dụng
- Afghanistan
- Ai Cập Tự chế tạo và sản xuất
- Albania
- Ấn Độ
- Bulgaria : Các phiên bản mang tên LMG với 3 cỡ nòng, 7,62×39mm, 5,45×39mm và 5,56×45mm NATO. Phiên bản báng thép gập mang tên LMG-F.
- Cabo Verde
- Campuchia
- Comoros
- Cuba
- Djibouti
- Cộng hòa Dân chủ Đức
- Ethiopia
- Hungary
- Iran
- Iraq
- Syria
- Lào
- Liên Xô
- Mali
- Moldova
- Mông Cổ
- Nga
- Nicaragua
- Nigeria
- Romania: Sản xuất tại Fabrica de Arme Cugir SA, phiên bản 7,62 mm Puşcă Mitralieră model 1964 ("Trung liên kiểu năm 1964")
- Serbia : Zastava Oružje sản xuất các phiên bản M72B1 và M72AB1 dùng đạn 7,62×39mm, M90 và M90A dùng đạn 5,56×45mm NATO.
- Tchad
- Cộng hòa Dân chủ Nhân dân Triều Tiên
- Sudan
- Ukraina
- Việt Nam : Phiên bản TUL-1 được thiết kế trong giai đoạn Chiến tranh Việt Nam dựa trên RPK. Sau chiến tranh, Việt Nam sản xuất RPK theo bản quyền và thiết bị do Liên Xô cung cấp trực tiếp và thay thế Liên Xô và tự chế tạo ra và nâng cấp lên cho đến ngày nay.
- Phần Lan : Biến thể Valmet M78 sử dụng đạn 7, 62×51mm NATO được sản xuất bởi Valmet , được sản xuất từ năm 1976-1986
- Israel
- Colombia
- Cộng hòa Dân chủ Nhân dân Triều Tiên